# Serie 319 de Renfe
La serie 319, originalmente numerada como 1900 es una serie de locomotoras diésel-eléctricas que se empezó a fabricar en los años 1960 principalmente por MACOSA y General Motors para la compañía ferroviaria española RENFE.  La serie original contó con 103 unidades que fueron entregadas entre los años 1965 y 1972. El diseño original de la serie era muy similar a la serie 321 aunque las 10 unidades iniciales tenían un diseño americano con una única cabina de conducción. Posteriormente, en los años 1980 y 90 se crearon varias subseries conocidas como 319-200, 319-300 y 319-400. 

## Historia

### Serie inicial 319
En pleno auge del Milagro económico español y con el país recibiendo una gran número de turistas extranjeros Renfe vio la necesidad de aumentar su parque móvil con nuevas locomotoras que facilitaran los numerosos trayectos que debía cubrir especialmente hacia Andalucía pero también en otras zonas del norte.  Realizó para ello un pedido a General Motors de diez locomotoras diésel-eléctricas que fueron entregadas con una numeración que iban de la 1961 a la 1970 y que tenían la particularidad de seguir el modelo americano de tener una sola cabina y no dos. El primer pedido se completó con otras 60 locomotoras ya construidas en España por MACOSA bajo licencia. Todas estas eran ya bicabina con unas numeraciones que iban desde la 319-001-4 a la 319-103-8, o siguiendo la numeración original de la 1901 a la 19904 (tras alcanzar el número 1999, las cuatro últimas de la serie usaron cinco dígitos - 19901, 19902, 19903 y 19904 -).  Todas se entregaron con pintura verde y amarilla.

### Primera subserie, la 319-200
A partir de 1980, esta serie comenzó a ser desguazada debido a problemas de oxidación y que otros de sus elementos estaban llegando al final de su vida útil. Sin embargo, y debido a que el rendimiento del motor era muy satisfactorio, se decidió mantener este y algunos otros componentes, para crear la primera subserie de la 319. De esta forma en 1982 RENFE adjudicó a MACOSA la construcción de 20 nuevas locomotoras que reciclaban las 20 primeras unidades fabricadas en la década de los 60 algo que llevó a que fueran conocidas como las retales.   Todas se entregaron con librea azul y amarillo menos dos que recibieron la decoración Estrella, inhabitual en locomotoras, entre julio de 1984 y julio de 1985.   Destinadas al transporte de mercancías fueron usadas habitualmente en el corredor que une Valencia con Aragón. 
Tras el buen funcionamiento de estas primeras unidades, de la 319-201 a la 319-220, y con un frontal diferente al resto, dos cristales en lugar de los tres anteriores en el parabrisas, se solicitaron 78 locomotoras más, en las que se mejoraron los motores y se incluyeron algunos componentes tecnológicos que mejoraban el rendimiento de la locomotora. Algunas unidades de estas nuevas locomotoras fueron preparadas para circular a una velocidad máxima de 140 km/h e incluso algunas tienen bogies para circular en ancho UIC. La entrega de estas unidades concluyó en 1994, con las fabricadas por Alstom, las cuales ya no aprovechaban ningún componente de las series originales. El peso de estas es el menor de las 3 subseries renovadas, con 110 toneladas.

### Segunda subserie, la 319-300

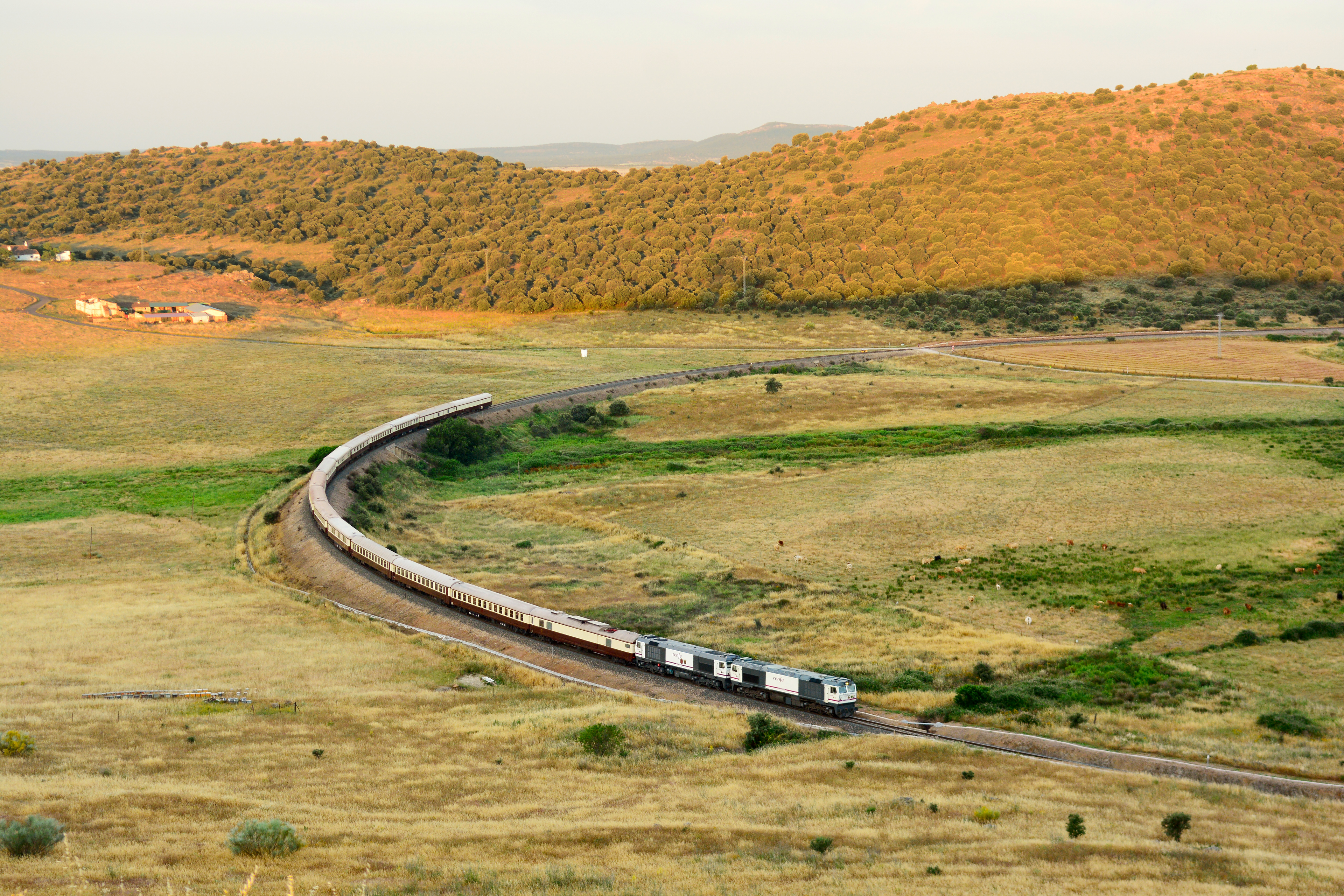
Renfe 319 remolcando el tren Al-Ándalus

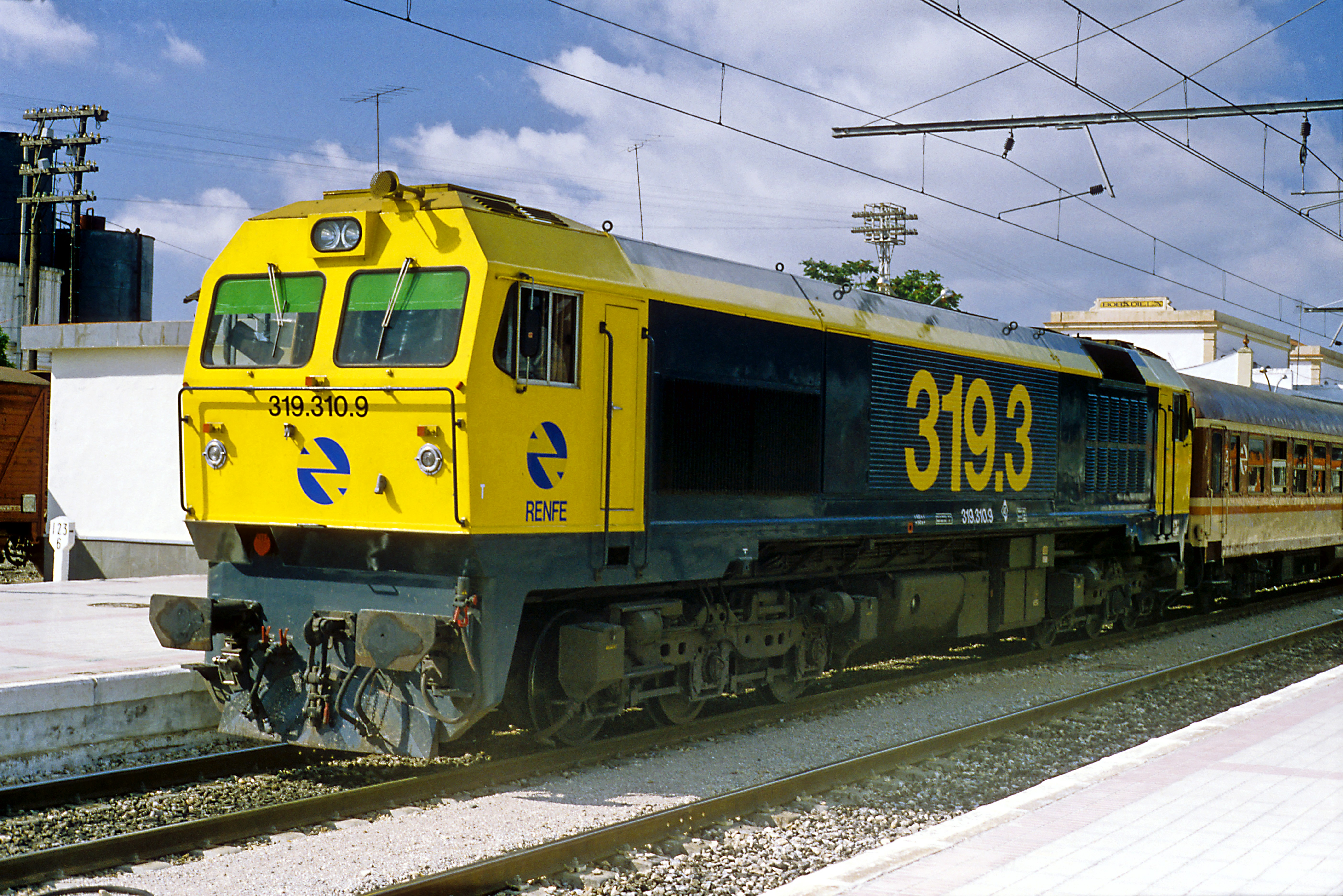
La 319.310.9 en librea amarillo-gris en 1993

La subserie 300 tienen ciertas mejoras sobre la subserie 200, ya que los motores fueron mejorados, ofreciendo estos (GM 16-645-C) 2.230 CV de potencia. A diferencia de la anterior, esta serie está especialmente preparada para el tráfico de pasajeros, trae calefacción para el tren y su velocidad máxima es de 140 km/h. Las 40 unidades de esta subserie, fabricadas por Meinfesa, se entregaron en los años 1991 y 1992.

### Tercera subserie, la 319-400
La subserie 400, la última de las subseries de las 319, tiene motores (GM 16-645-E) de 2.230 CV y velocidad máxima de 120 km/h, como las anteriores, pero además se le incluyó un sistema de tracción electrónico que mejora aún más el rendimiento. Consta de 10 unidades fabricadas por Meinfesa que se entregaron en los años 1992 y 1993.

## Venta a Argentina y a Arabia Saudita.

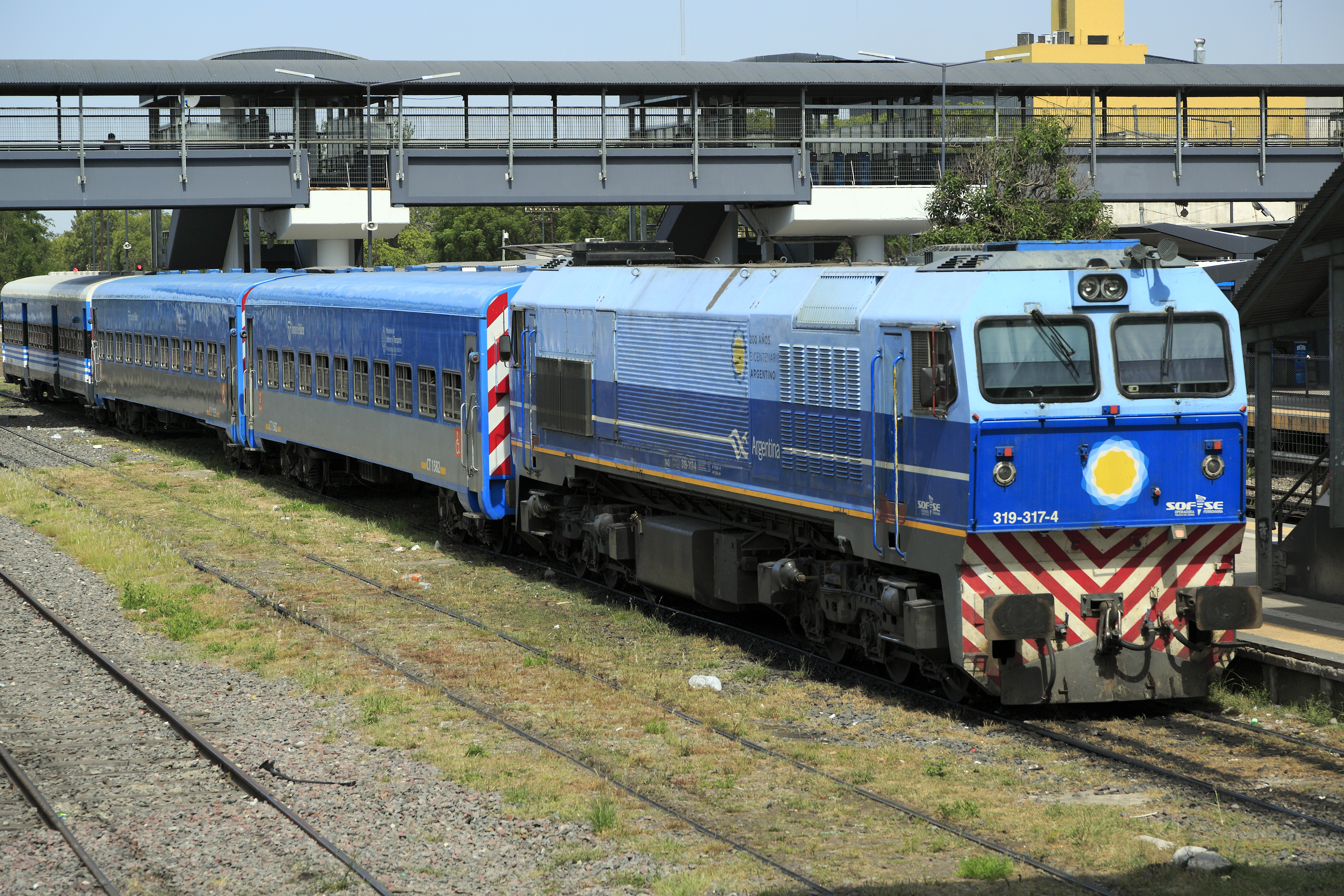
La 319 317 en esquema Bicentenario, estación de Moreno, Línea Sarmiento; 7 de febrero de 2018

En el año 2005, Renfe Operadora firmó un acuerdo con el Gobierno de la República Argentina para la venta de diversos material que incluía varias locomotoras de las subseries 319-2 y 319-3, con el fin de aumentar su flota.  
A mediados del año 2007, llegaron a Argentina las primeras locomotoras, seis unidades (220-214-237-239-202-211) siendo desembarcadas en el puerto de Dock Sud (Avellaneda, provincia de Buenos Aires), junto con unidades de la serie 593 ("Camellos") y varios coches de pasajeros. De estas locomotoras las 220-237-239 pertenecen a UGOFE LSM, 214 a TBA y las 202-211 a Ferrocentral.
Luego en otro embarque llegaron 10 locomotoras serie 319, entre serie 300 y 200 (201-206-241-258-236-228-327-328-337-338) todas con faltantes en su parte motriz y generadores, con esquema RENFE. Posteriormente también arribaron  las 229 y 233. Algunas de estas 319 fueron puestas en servicio con los Talgo IV en el ramal a Mar del Plata, posteriormente fueron probadas en la Línea Roca y en la vía a Neuquén.
Actualmente la 316 opera en Tren Patagónico, la 233 opera en Ferroexpreso Pampeano S.A. (FEPSA), la 330 y la 229 fueron intercambiadas por las G26 1000 y 1001 ex LSM y ahora operan en Belgrano Cargas y Logística San Martín donde fueron re numeradas la ex 330 como 9501 y la ex 229 como 9502. Las restantes 319's en servicio (325, 307, 314, 315, 317, 336) operan en Línea Sarmiento en el ramal a Mercedes, la 214 está fuera de servicio en talleres Liniers; la 239 anterior de LSM y luego de operar en Ferrobaires Roca con trenes a Mar del Plata y Pinamar ahora opera en alquiler para Ferroexpreso Pampeano S.A. (FEPSA); la 220 sirvió de repuestera a la 206 que opera en la línea Mitre corredor a Córdoba. La 237 anterior de LSM y luego de operar en Línea Roca, estuvo en la larga distancia del Mitre hasta que fue reparada en Talleres Escalada y ahora opera tanto con el servicio de media distancia a Chivilcoy (alternándose con otras 319) como en el corredor Moreno-Mercedes del Sarmiento. Tanto las 319 331 como la 206 operan tanto con el tren Buenos Aires–Córdoba (sobre todo en el sector Rosario-Córdoba) como en el local Córdoba–Villa María. La 328 está en la playa de maniobras de Retiro, aparentemente en situación de abandono. La 201 y la 338 están abandonadas y no operativas en los talleres en Los Hornos, La Plata.
En los años 2014 y 2015, varias locomotoras de la subserie 200 fueron vendidas a COPASA para el montaje de vía de la línea de alta velocidad Haramain entre Medina y La Meca en Arabia Saudita, concretamente las 226, 232, 234, 235, 246 y 247, que fueron repintadas en los colores corporativos de COPASA y carenadas para poder hacer frente a las extremas temperaturas del desierto.

## Locomotoras 319 en servicio en España a junio de 2024
| Locomotora | Base                                  | Propietario                       | Decoración              | Observaciones                             |
| ---------- | ------------------------------------- | --------------------------------- | ----------------------- | ----------------------------------------- |
| 319.203    | Valencia-FSL                          | Renfe Alquiler                    | Renfe Mercancías        |                                           |
| 319.209    | Valencia-FSL                          | Renfe Fabricación y Mantenimiento | Taxi                    | Máquina herramienta                       |
| 319.212    |                                       | Renfe Alquiler                    | Rosco                   | Alquilada a Grupo Azvi                    |
| 319.219    | Barcelona Can Tunis                   | Renfe Fabricación y Mantenimiento | Integria                | Máquina Herramienta                       |
| 319.221    |                                       | Renfe Alquiler                    | Renfe Mercancías        | Ancho 1435mm                              |
| 319.222    |                                       | Continental Rail                  | Continental Rail        |                                           |
| 319.227    |                                       | Renfe Alquiler                    | Renfe Mercancías        | Ancho 1435mm                              |
| 319.230    |                                       | Renfe Alquiler                    | ROSCO                   | Ancho de vía 1435mm Alquilada a Ferrovial |
| 319.231    | La Sagra                              | Renfe Fabricación y Mantenimiento | Taxi                    | Máquina herramienta                       |
| 319.238    |                                       | Renfe Alquiler                    | Renfe Mercancías        | Ancho de vía 1435mm                       |
| 319.240    |                                       | Renfe Alquiler                    | Renfe Mercancías        |                                           |
| 319.242    | Base de mantenimiento Olmedo AV       | Adif                              | Verde/Blanco            | Ancho 1435mm                              |
| 319.243    | León                                  | Adif                              | Verde/Blanco            |                                           |
| 319.244    | Base de Mantenimiento Requena AV      | Adif                              | AVE                     | Ancho 1435mm                              |
| 319.245    | Base de Mantenimiento Hornachuelos AV | Adif                              | AVE                     | Ancho 1435mm                              |
| 319.248    | Base de Mantenimiento Mora AV         | Adif                              | AVE                     | Ancho 1435mm                              |
| 319.250    |                                       | Renfe Alquiler                    | Rosco                   | Alquilada a Captrain                      |
| 319.251    |                                       | Renfe Alquiler                    | Rosco                   | Alquilada a Captrain                      |
| 319.301    |                                       | Continental Rail                  | Continental Rail        |                                           |
| 319.303    |                                       | COPASA                            | COPASA                  |                                           |
| 319.304    | Sevilla                               | Trenes turísticos de lujo         | Tren Al Ándalus         | Se ocupa del Tren Al Ándalus              |
| 319.306    |                                       | Continental Rail                  | Continental Rail        |                                           |
| 319.312    |                                       | Renfe Alquiler                    | Renfe OP. Mercancías    | Alquilada a Captrain                      |
| 319.313    |                                       | TECSA                             | TECSA                   |                                           |
| 319.318    |                                       | Continental Rail                  | TECSA                   | Vendida a Continental Rail.               |
| 319.319    | Sevilla                               | Trenes turísticos de lujo         | Tren Al Ándalus         | Se ocupa del Tren Al Ándalus              |
| 319.321    |                                       | Continental Rail                  | Continental Rail        |                                           |
| 319.323    | Sevilla                               | Trenes turísticos de lujo         | Tren Al Ándalus         | Se ocupa del Tren Al Ándalus              |
| 319.324    |                                       | Tracción Rail                     | Azul Azvi-Tracción Rail |                                           |
| 319.335    |                                       | Tracción Rail                     | Azul Azvi-Tracción Rail |                                           |
| 319.339    | Fuencarral                            | Adif                              | Adif                    | Ancho 1435mm                              |
| 319.340    | Villaverde Bajo                       | Adif                              | Adif                    |                                           |
| 319.401    | Llanera                               | Renfe Mercancías                  | Renfe OP. Mercancías    |                                           |
| 319.402    | Can Tunis                             | Renfe Alquiler                    | Renfe OP. Mercancías    | Alquilada a Grupo Azvi                    |
| 319.403    | Llanera                               | Renfe Mercancías                  | Renfe OP. Mercancías    |                                           |
| 319.404    | Llanera                               | Renfe Mercancías                  | Renfe OP. Mercancías    |                                           |
| 319.405    | Llanera                               | Renfe Mercancías                  | Renfe OP. Mercancías    |                                           |
| 319.406    | Llanera                               | Renfe Mercancías                  | Renfe OP. Mercancías    |                                           |
| 319.407    | Can Tunis                             | Renfe Alquiler                    | Renfe OP. Mercancías    | Alquilada a Grupo Azvi                    |
| 319.408    | Santander                             | Renfe Mercancías                  | Renfe OP. Mercancías    |                                           |
| 319.409    | Llanera                               | Renfe Mercancías                  | Renfe OP. Mercancías    |                                           |
| 319.410    | Llanera                               | Renfe Mercancías                  | Renfe OP. Mercancías    |                                           |